# Knipowitschia panizzae
Knipowitschia panizzae е вид лъчеперка от семейство Попчеви (Gobiidae).

## Разпространение
Видът е разпространен в Албания, Босна и Херцеговина и Италия.